# مدفع سطح
يمكن أن تعني «بندقية السطح» نوعًا من فوهات المياه الكبيرة المستخدمة في مكافحة الحرائق.

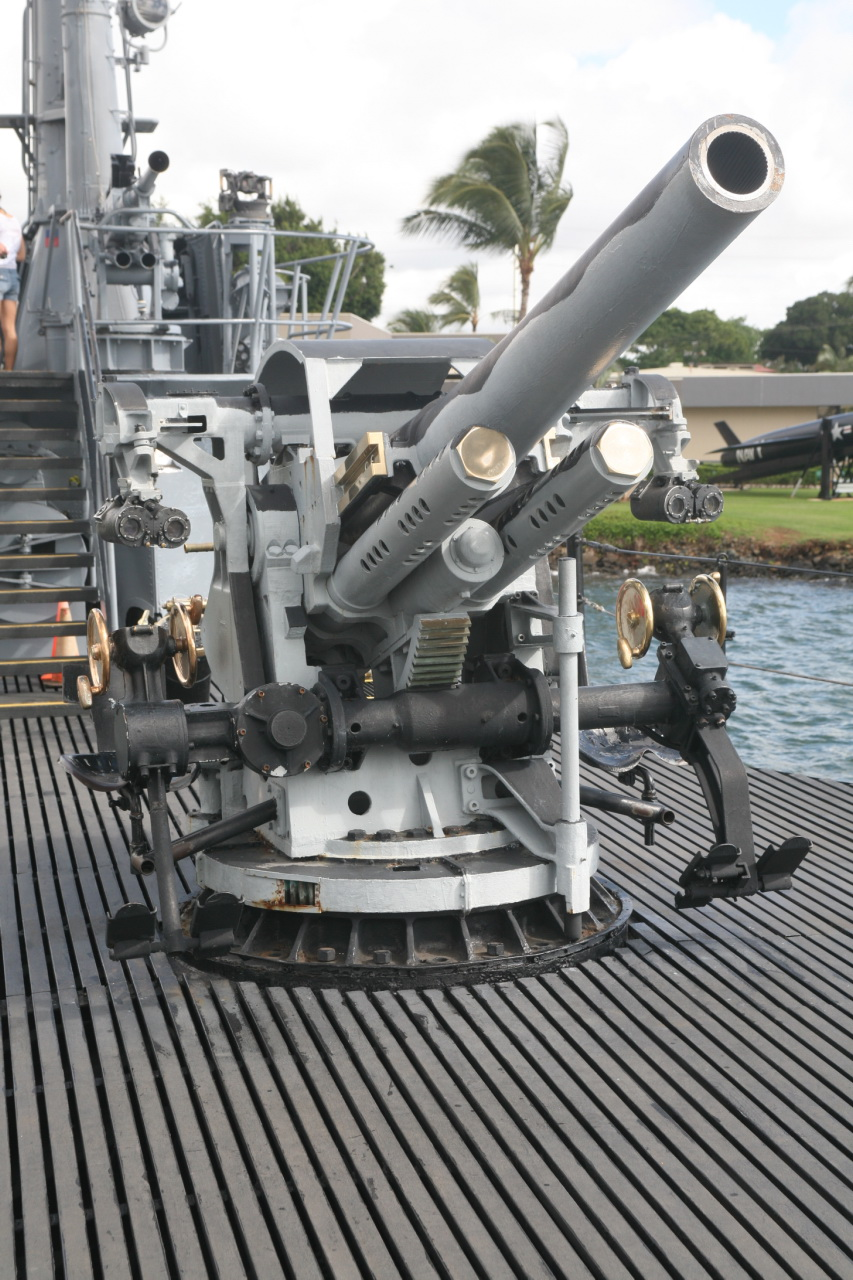
5 "/ 25 بندقية عيار على سطح

مسدس سطح السفينة أو مدفع سطح أو بندقية سطح هو نوع من المدفعية البحرية المثبتة على سطح غواصة. وكانت معظم مدافع الغواصات مفتوحة السطح. ومع ذلك، وضعت عدد قليل من الغواصات الكبيرة هذه البنادق في برج.
كان سلاح سطح السفينة الرئيسي سلاحًا ثنائي الغرض يستخدم لإغراق سفن الشحن التجارية أو لإصابة أهداف على الشاطئ، أو الدفاع عن الغواصة الموجودة على السطح من طائرات العدو والسفن الحربية. عادة ما يقوم طاقم مكون من ثلاثة أفراد بتشغيل البندقية، بينما تم تكليف آخرين بتزويد الذخيرة (إعادة التلقيم). صغير مربع خزانة عقد جولات قليلة "استخدام جاهزة. مع طاقم ذو خبرة جيدة، يمكن أن يكون معدل إطلاق النار من بندقية السطح من 15 إلى 18 طلقة/قذيفة في الدقيقة.
وحصلت بعض الغواصات على مدافع سطح إضافية مثل المدافع الآلية والمدافع الرشاشة كدفاع مضاد للطائرات.
غالبًا ما يتم العثور على بنادق مماثلة مفتوحة على متن السفن الحربية اسطحية كسلاح ثانوي أو دفاعي (مثل مدفع عيار 5 بوصات (127 ملم)/25" للبحرية الأمريكية تم إزالته من البوارج لتركيبه على الغواصات)، على الرغم من أن مصطلح"مدفع السطح"عادة يشير فقط إلى المدافع المحمولة على الغواصات.

## التاريخ

### الحرب العالمية الأولى
استخدم الألمان مدفع السطح لأول مرة في الحرب العالمية الأولى، وأثبتت قيمته عندما احتاجت غواصات يو للمحافظة على الطوربيدات أو مهاجمة سفن العدو المتربصة خلف القوافل. غالبًا ما اعتبر قباطنة الغواصة سلاح سطح السفينة سلاحهم الرئيسي، مستخدمين الطوربيدات فقط عند الضرورة (أي في حالات معينة مثل سفينة حربية معادية حيث كان من الخطر استخدام بندقية سطح السفينة لمهاجمت هذا النوع من الأعداء)، لأن العديد من غواصات الحرب العالمية الأولى حملت عشرة طوربيدات أو أقل وكانت تطلق عدة طوربيدات في وقت واحد لزيادة احتمال ضرب الهدف.

### قائمة المراجع
- Friedman، Norman (1994). U.S. Submarines Since 1945: An Illustrated Design History. أنابولس: United States Naval Institute. ISBN:1-55750-260-9.
- Friedman، Norman (1995). U.S. Submarines Through 1945: An Illustrated Design History. Annapolis, Maryland: United States Naval Institute. ISBN:1-55750-263-3.
- Miller، David (2002). The Illustrated Directory of Submarines of the World. St. Paul, Minnesota: MBI Publishing Company. ISBN:0-7603-1345-8.
- "Weapons: Deck Guns". U-boat Aces. مؤرشف من الأصل في 2019-05-14.
- "Tactics: U-Boat Deck Gun Attacks". U-boat Aces. مؤرشف من الأصل في 2019-02-21.

## روابط خارجية
- Sturma، Michael (2 مارس 2011). Surface and Destroy — The Submarine Gun War in the Pacific. University Press of Kentucky. ISBN:978-0-81312-996-9. مؤرشف من الأصل في 2023-12-02.  Sturma، Michael (2 مارس 2011). Surface and Destroy — The Submarine Gun War in the Pacific. University Press of Kentucky. ISBN:978-0-81312-996-9. مؤرشف من الأصل في 2023-12-02.  Sturma، Michael (2 مارس 2011). Surface and Destroy — The Submarine Gun War in the Pacific. University Press of Kentucky. ISBN:978-0-81312-996-9. مؤرشف من الأصل في 2023-12-02.
- "5"/25-Caliber Submarine Deck Gun". Fleet Submarine. مؤرشف من الأصل في 2010-11-22.
- "5"/25 (12.7 cm) Marks 10, 11, 13 and 17". NavWeaps.com. مؤرشف من الأصل في 2016-06-12.
- Der Magische Gürtel [ The Enchanted Circle ] (فيلم 16 ملم) (باللغة الألمانية). Der Magische Gürtel February 1917 – عبر متاحف الحرب الإمبراطورية. (فيلم الحرب العالمية الأولى عن دورية يو-قارب لوثار فون أرنولد دي لا بيير، أعلى غواصة تسجيل هدف في كل العصور، في U-35 . يصور الفيلم انتهاء السفن التي سُمح لطاقمها بالتخلي عنها، وفقًا للقواعد التي اتبعتها ألمانيا في بداية الحرب. يتم عرض فريق العمل الديناميكي وبندقية السطح وهجوم نسبي واحد. في ستة أجزاء، صامت مع شرائح التسمية التوضيحية الألمانية وترجمات الإنجليزية.)
- USS Cod fires machine guns, deck gun, and torpedoes, to scuttle Dutch submarine, O-19، بعد إنقاذ طاقمها في الحرب العالمية الثانية (فيلم 16 ملم). البحرية الأمريكية. 8 يوليو 1945 – عبر Criticalpast.com.